# Antocha pterographa
Antocha pterographa är en tvåvingeart som beskrevs av Alexander 1953. Antocha pterographa ingår i släktet Antocha och familjen småharkrankar. Inga underarter finns listade i Catalogue of Life.